# Fontaine-en-Bray
Fontaine-en-Bray é uma comuna francesa na região administrativa da Normandia, no departamento de Sena Marítimo. Estende-se por uma área de 6,07 km². Em 2010 a comuna tinha 178 habitantes (densidade: 29,3 hab./km²).